# راتیتوو، یاگودینا
راتیتوو (صربی: Rakitovo}} یک منطقهٔ مسکونی در صربستان است که در Pomoravlje District واقع شده‌است.
 راتیتوو  ۱٬۷۲۹ نفر جمعیت دارد.